# حاجي جفان
حاجي جفان هي قرية في مقاطعة سلماس، إيران. يقدر عدد سكانها بـ 420 نسمة بحسب إحصاء 2016.